# Slava Rusă
Slava Rusă (ros. Русская Слава) – wieś w Rumunii, w okręgu Tulcza, w gminie Slava Cercheză. W 2011 roku liczyła 814 mieszkańców.